# Imperator (champignon)
Pour les articles homonymes, voir Imperator.
Genre
Imperator est un genre de champignons de la famille des Boletaceae, endémique d'Europe.

## Description
Ce genre est caractérisé par une combinaison unique de caractères : un stipe réticulé jaune à orange rougeâtre, se colorant en rouge pourpre foncé à partir de la base avec l'âge, une coloration bleue à noirâtre typique sur la surface du pileus lorsqu'on le touche, et une réaction intense de bleuissement du contexte lorsqu'on le coupe. Les pores sont soit jaunes, soit rouges, soit violacés avec une grande variabilité chromatique de toutes les parties du basidiome chez Imperator rhodopurpureus.

## Habitat et répartition
Les espèces identifiées dans ce genre sont toutes européennes, connues des forêts de feuillus sur sols calcaires.

## Liste des espèces
Selon MycoBank (18 novembre 2023) :
- Imperator luteocupreus (Bertéa & Estadès) Assyov et al., 2015
- Imperator rhodopurpureus (Smotl.) Assyov et al., 2015
- Imperator torosus (Fr.) Assyov et al., 2015
- Imperator xanthocyaneus (Ramain) Klofac, 2018 (suspectée d'être invalide, probablement synonyme de la forme jaune d'I. rhodopurpureus ; Imperator rhodopurpureus f. xanthopurpureus)

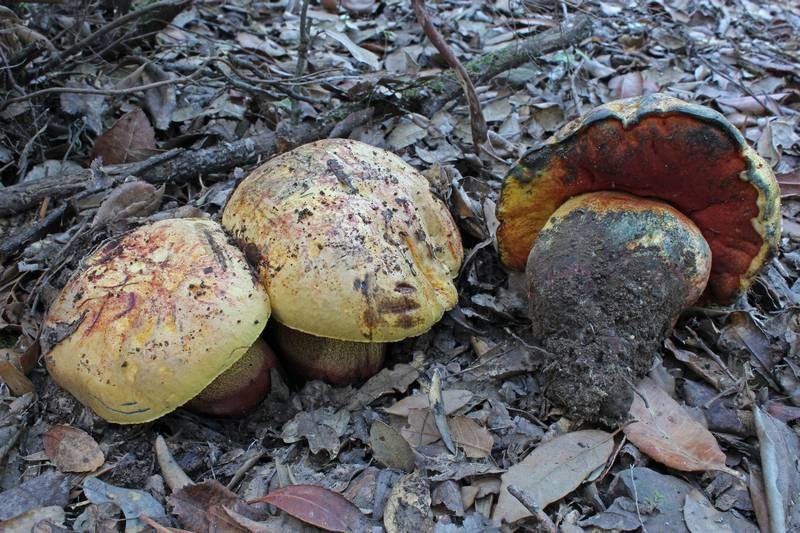
Le Bolet cuivré (Imperator luteocupreus)
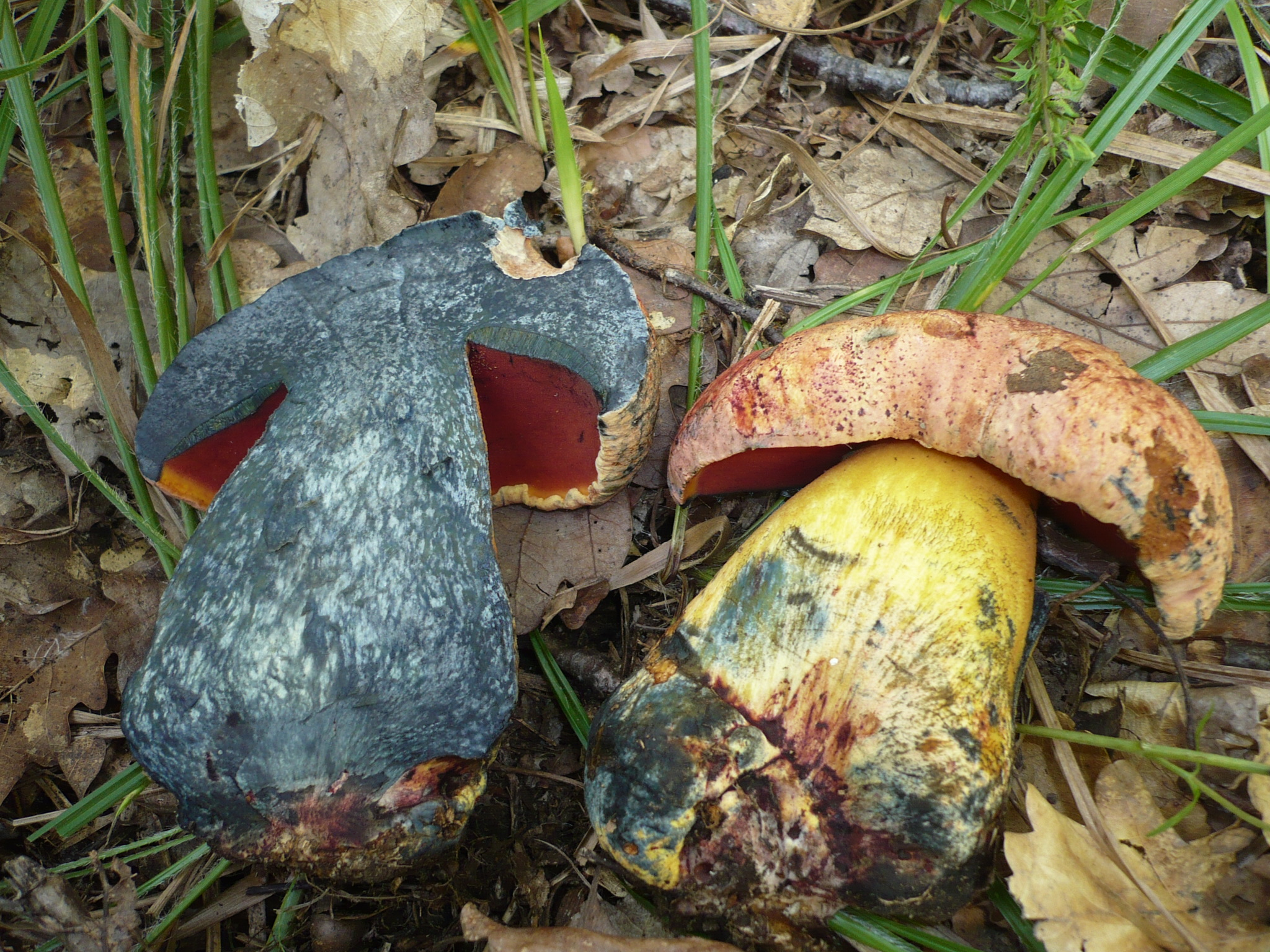
Le Bolet vieux rose (Imperator rhodopurpureus)
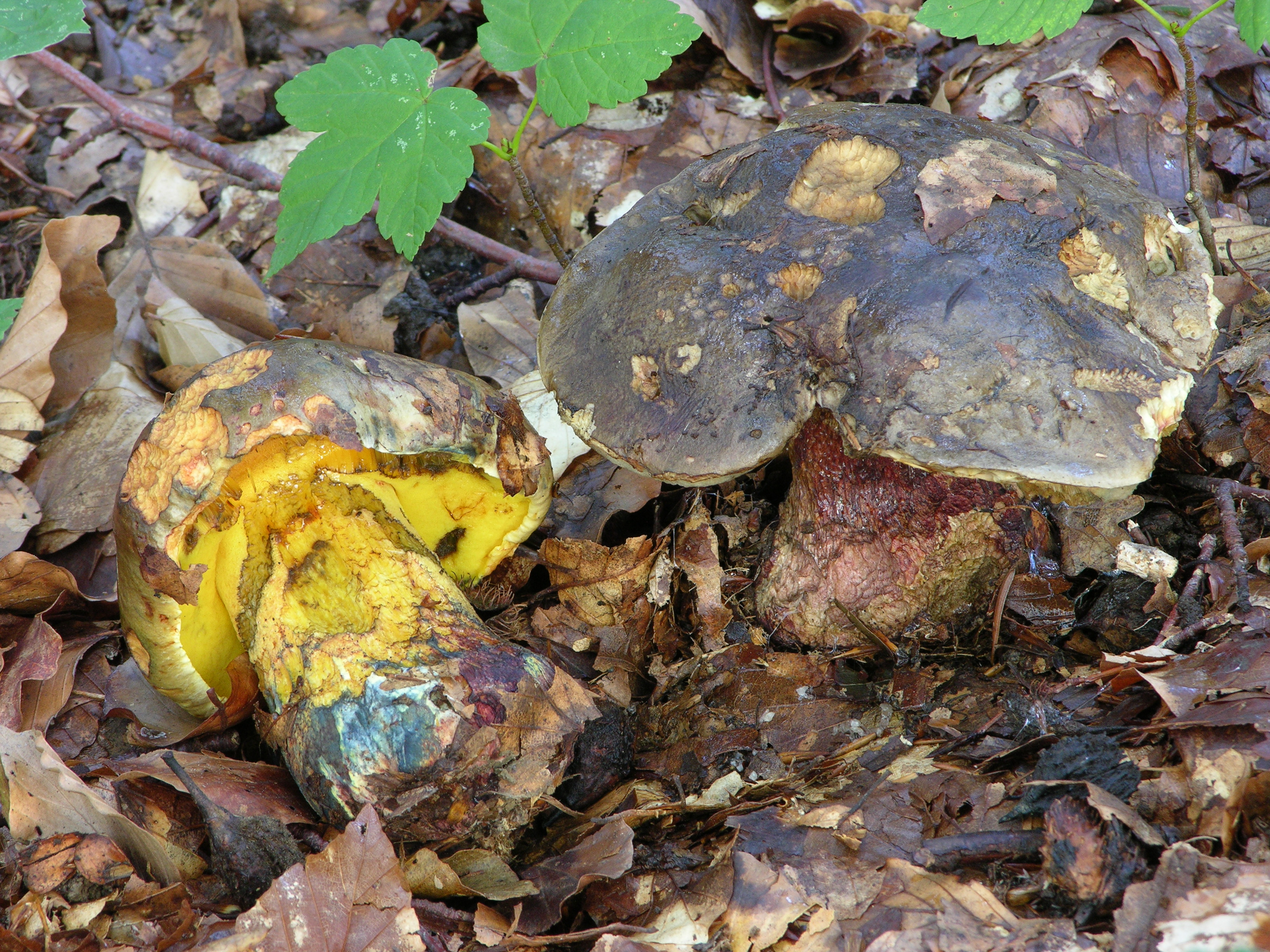
Le Bolet de plomb (Imperator torosus)

## Systématique
Le nom correct complet (avec auteur) de ce taxon est Imperator Koller, Assyov, Bellanger, Bertéa, Loizides, G.Marques, P.-A.Moreau, J.A.Muñoz, Oppicelli, D.Puddu & F.Rich., 2015. Le nom Imperator (« empereur » en latin) a été donné en l'honneur de « l'impressionnant et prestigieux Boletus torosus (renommé Imperator torosus), et de ses parents plus petits mais tout aussi remarquables ».

## Publication originale
- (en) B. Assyov et al., « Nomenclatural novelties », Index Fungorum, vol. 243,‎ 2015, p. 1 (ISSN 2049-2375, lire en ligne  [PDF])